# Vườn quốc gia vịnh William
Vườn quốc gia William Bay là một vườn quốc gia ở Tây Úc, Úc, 369 km về phía đông thành phố Perth..